# Jazz Portraits
Jazz Portraits è un album di Charles Mingus registrato dal vivo il 9 e il 16 gennaio del 1959. Il CD contiene una parte del concerto tenuto dal Charles Mingus Jazz Workshop alla Nonagon Art Gallery a New York.
Il disco è stato pubblicato originariamente su LP UAS 5063 dalla United Artist con il titolo Jazz Portraits poi su LP UAJS 15005 come Mingus in Wonderland e infine su LP UAS 5637 come Wonderland.

## Tracce
Tutti i brani sono stati composti da Charles Mingus tranne dove indicato diversamente.
1. Nostalgia in Times square – 12:18
2. I can't get started – 10:08 (Duke Ellington, George Gershwin)
3. No private income blues – 12:51
4. Alice's in wonderland – 08:54

## Formazione
- Charles Mingus - contrabbasso
- Booker Ervin – sassofono tenore
- John Handy – sassofono alto
- Richard Wyands – pianoforte
- Dannie Richmond – batteria

Tecnici
- Rudy Van Gelder – ingegnere di registrazione
- Nat Hentoff – note di copertina e produzione